# Maximilian von Montgelas

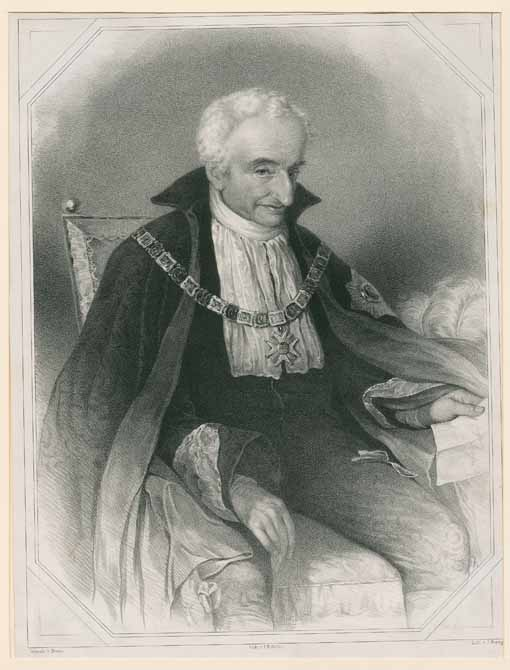
Maximilian von Montgelas

Maximilian Josef Garnerin, o Conde de Montgelas (12 de Setembro de 1759 – 14 de Junho de 1838) foi um estadista da Baviera. Apesar das suas origens nobres, seria uma figura marcante na defesa dos novos ideais Europeus desencadeados pela Revolução Francesa. Político influente no Reino da Baviera, Montgelas aboliu a tortura, promoveu a tolerância religiosa (face a protestantes e judeus) e acabou com alguns privilégios da igreja e da nobreza. Frequentava os círculos dos Illuminati. 

## Família
Era originário de uma família nobre da Savoia. O seu pai, Johan Sigmund Garnerin, Barão de Montgelas, entrou ao serviço militar de Maximiliano III, Eleitor da Baviera, e casou com a condessa Ursula von Trauner. Maximilian Josef, o que foi o filho mais velho deles, nasceu em Munique, a capital da Baviera.